# Georg von Simson (Bankier)
Georg August Eduard Simson, ab 1888 von Simson (* 15. August 1869 in Berlin; † 4. Februar 1939 in Caputh bei Potsdam), war ein deutscher Bankier.

## Familie
Georg von Simson war Sohn des Rechtsanwalts und Notars August von Simson (* 17. September 1837 in Königsberg (Ostpreußen) –1929) und der Beate Emma Albertine von Simson, geb. Jonas (* 19. August 1841 in Berlin). Er war Enkel des 1888 in den preußischen erblichen Adelsstand erhobenen Juristen und Reichsgerichtspräsidenten Eduard von Simson und Urenkel des Bankiers Marcus Warschauer. Ein jüngerer Bruder war der Jurist, Diplomat und Unternehmer Ernst von Simson, ein Neffe der Rechtswissenschaftler Werner von Simson. Georg von Simson heiratete Clara, geb. Eckhoff (* 29. August 1873 in Grevesmühlen) im Jahr 1896. Sie hatten fünf Kinder, darunter Walter Heinrich August Eduard von Simson und Clara Elise Beate von Simson.

## Beruf
Georg von Simson war zunächst Prokurist bei der Privatbank Robert Warschauer & Co. in Berlin, die 1905 von der Darmstädter Bank für Handel und Industrie übernommen wurde und 1921 mit der Nationalbank für Deutschland zur Darmstädter und Nationalbank KGaA (Danat-Bank) fusionierte. Bei der Darmstädter Bank war Simson Vorstandsmitglied, bei der Danat-Bank von 1921 bis 1928 Geschäftsinhaber. Daneben war er Mitglied des Reichsbank-Zentralausschusses und Aufsichtsratsmitglied mehrerer Banken und Unternehmen, wie z. B. der Roebeck'schen Montan, der Metallgesellschaft, der Degussa und der Golddiskontobank. 1924 gründete er zusammen mit Jakob Heilmann und Wilhelm von Finck, den Hauptgesellschaftern der Isarwerke GmbH, die Isarwerke AG. 1931, während der Bankenkrise, wurde die Danat-Bank, damals zweitgrößte deutsche Bank, zahlungsunfähig und musste mit der Dresdner Bank zur „neuen“ Dresdner Bank fusionieren.